# Jarrete
El término jarrete, caracú, ossobuco, canilla, chambarete,  o morcillo, es la parte alta y con carne que va desde la pantorrilla hasta la corva de la pata del animal, incluyendo el hueso con su tuétano o caracú y la carne que lo rodea. En gastronomía, se prefiere la trasera por resultar más sabrosa.
En España al menos, el jarrete o morcillo es siempre sin hueso, a diferencia del osobuco que se sirve con el hueso y el tuétano.

## Platos típicos
Jarrete o xarrete es un plato típico de la cocina tradicional gallega, especialmente en la zona de Santiago de Compostela, y generalmente se preparan guisados. En la cocina andaluza, se incluye dentro del cocido andaluz puchero y en la cocina catalana, se incluye dentro del cocido catalán escudella i carn d'olla como una de las piezas de carne que componen esos platos. En el Norte de España se le suele llamar zancarrón al hueso del jarrete descarnado con su tuétano. En Asturias se le conoce también como chamón.
En Venezuela se le conoce como lagarto de res o simplemente lagarto y es usada mayormente para la elaboración de sopas y sancochos.

## Osobuco
En España y Costa Rica cuando se habla de ossobuco (rodaja de tres centímetros del hueso de ternera, con carne) se recuerda a un estofado de carne de vaca, preparado con el corte del jarrete, incluyendo su hueso y la caña. 
En Uruguay, Argentina y Chile se utiliza para la elaboración del cocido o puchero. En México se le llama chambarete a este corte con este propósito o para elaborar el guiso de osobuco, es el hueso del jarrete de vacuno que se ha cortado a través y se cuece con su tuétano y con la carne de alrededor. 
La palabra ossobuco es de origen italiano de la región de Milán y significa hueso con agujero; se utiliza para referirse al corte de carne tersa y gelatinosa con el tuétano que se hace estofado o guisado.